# 공인본문
공인본문(라틴어: Textus Receptus 받아들여진 텍스트[*], TR)은 에라스무스와 네덜란드 인문학자들에 의해 교정돼 1516년에 인쇄된 그리스어 신약성서 본문을 뜻한다. 공인원문, 텍스투스 레셉투스라고도 한다.출간된 최초의 그리스어 신약성경이기도 하다.
후에 윌리엄 틴들의 영역 성경, 마르틴 루터의 독일어 역 성경(루터 성경) 등 종교개혁기 이후에 만들어진 많은 번역 성경의 저본으로 사용되어 정통적인 신약 그리스어 본문으로서의 권위를 얻었다. 그러나 근대에 와서 공인본문의 근대가 된 그리스어 사본은 동로마 제국에서 가져온 비잔틴형에 속하는 것(소문자 사본)으로 오래 되더라도 12세기 이전으로 거슬러 올라가지 않음이 밝혀져 보다 오래되고 보다 양질의 사본을 통해 원문을 확정하려는 본문비평학이 확립되었다. 그 결과 공인본문은 오늘날에는 '(이미) 받아들일 수 없는 텍스트'가 되고 있다.

## 개설
에라스무스가 정리한 공인본문의 첫 판은 내용을 정밀히 조사하지 않고 일단 정리했다는 인상을 준다.오래 준비하지 않아 인쇄판에는 오식 등을 볼 수 있을 뿐만 아니라 그가 입수한 요한의 묵시록의 유일한 그리스어 사본에 말미 6절을 포함한 마지막 한 구절이 빠져 있어 불가타의 라틴어를 보고 직접 번역을 만든 사실도 잘 알려져 있다.
19세기 역사학자이자 라틴어와 그리스어에 통했던 프레데리크 놀란Frederick Nolan은 공인본문을 높이 평가하여 사도시대까지 거슬러 올라갈 수 있는 유서 깊은 책자로 보았다.놀란은 에라스무스가 여러 텍스트(이본)를 음미한 뒤 생각할 수 있는 최고의 그리스어 성경 텍스트를 만들어냈다고 봤다.
그러나 현대의 성경학자들은 에라스무스가 참조할 수 있는 텍스트 수가 매우 제한적이었다는 데 의견을 같이하고 있다.시간의 제약, 지리적 제약, 수송이나 이동수단의 미발달, 중요한 텍스트 미발견 등의 이유로 에라스무스가 사용한 텍스트는 한정되어 있으며 그 기원도 사도시대 등이 아니라 아무리 오래되어도 12세기로만 거슬러 올라갈 수 있는 것, 현대의 연구수준에서 보면 결코 우수하다고는 할 수 없다.
1522년에 나온 에라스무스의 그리스어 신약성서 제3판에는 요한의 콤마이라고 불리는 부분이 삽입됐다.13세기 사본 중 단 하나에서만 나타나는 것으로 에라스무스도 신뢰성에는 의심된다며 거절했다.
16세기에 들어서면서 많은 그리스어 성서가 나왔지만 텍스투스 의료비 청구서라는 이름은 기본적으로 두 개의 그리스어 신약성서에만 쓰인다.파리 대학의 로베르투스 스테파누스가 1550년에 교정한 것과 라이덴의 엘제비아사Elzevirs 가 1624년에 발행하여 1633년에 재판한 텍스트이다.원래 '테크스투스·레셉투스'라고 하는 말은 이 에르제비아사의 그리스어 성서(1633년판)의 머리말에 있는 라틴어 서문에서 나온 것이다.거기에는 "textum ergo habes, nuncabomnibus receptum", 즉 "그대가 손에 쥔 이 성경이야말로 모든 사람이 받아들여진 것이다"라는 뜻의 문장이 있으며, 거기에서 "textum receptum"이라는 말이 나오고, 대격에서 주격으로 바꾸어 "textus receptus"라는 말이 생겨났다.
현대의 성서학자들은 보다 정확한 그리스어 신약성서 텍스트를 확정하기 위해 공인본문을 참조하지 않는다. 주로 이용하는 것은 시대적으로 가장 오래된 알렉산드리아형에 속하는 사본이며, 공인본문은 이독의 참조 정도로 이용되고 있다.

## 같이 보기
- 알렉산드리아 판본형
- 본문 비평
- 성경 사본
- 부르스 M. 메츠거

## 참고 문헌
- 브루스 메츠거, 『신약성서의 본문연구』일본기독교단출판국, 1999년
- 스즈키 노리히사 『성서의 일본어(번역의 역사)』 이와나미 서점, 2006년 2월 23일